# 佩德罗·德·拉·罗萨
佩德罗·马丁内斯·德拉罗萨（西班牙語：Pedro Martínez de la Rosa，1971年2月24日—)，是一名西班牙一级方程式车手。 他出生于巴塞罗纳(西班牙)，曾为迈凯伦车队、索伯车队、HRT车队等效力。他在2012赛季结束后失去主力车手席位，并在2013赛季成为法拉利车队的试车手。

## 初期生涯
不像大多数的车手，德拉罗萨从欧洲无线电摇控汽车开始了自己的职业生涯，并在1983年-1987年间获得两次欧洲无线电摇控汽车冠军。就在那之后的1988年他参加了西班牙本地卡丁车锦标赛。他在1989参加了西班牙菲亚特方程式获Uno冠军。

## 职业生涯
在1990年，佩德罗加入了西班牙福特方程式获1600冠军。同年他加入英国雷诺方程式1600并在参加的6场比赛中登上2次领奖台。在1991年，佩德罗以在西班牙雷诺方程式锦标赛登上3次领奖台的成绩获得第四名。在1992 年，他赢得了欧洲和英国雷诺方程式两项冠军。1993年，他在英国雷诺方程式锦标赛系列比赛中综合仅获第6名。1994年他获得英国F3冠军。在1995年，他获得日本F3冠军以及澳门大奖赛的第三名。在1996年，佩德罗在日本F3000方程式和全日本GT中均获第8名。第二年他就获得日本方程式F3000和全日本GT两项冠军。

## 一级方程式
1998年，佩德罗加入一级方程式成为乔丹车队的试车手。次年他加入了飞箭车队在赛季中仅获1个积分，这个积分来自与澳大利亚大奖赛。在2000年，他提高了自己的成绩，他在霍肯海姆赛道和纽博格林赛道各获一个积分。在接下来的两年中，他加入了捷豹车队（原称美洲虎车队），和队友埃迪·埃尔文有不一般的关系。它在2001赛季得到3分，在2002赛季没有积分，在2003年被车队抛弃，这一年埃尔文也退役离开了捷豹车队。
他之后加入迈凯伦车队当试车手，2005年他顶替因肩部受伤而不能参赛的蒙托亚参加巴林大奖赛创下最快单圈速并获得第五名积4分。
在2006年7月11日，迈凯伦车队宣布由于胡安·帕布羅·蒙托亞的离开加入NASCAR行列。德拉罗萨代替蒙托亚成为车队2号车手得到参加本赛季剩余比赛的机会。但在2007年由於劉易斯·咸美頓加入，他又再次成為測試車手。
2010年，他離開了邁凱倫車隊，加盟了會回歸私人車隊的薩伯車隊，與日本車手小林可夢偉並肩作戰，目前為車隊取得了6分積分。但薩伯車隊在Monza站之後，決定由前任車手Nick Heidfeld (尼克·海菲爾德)回鍋來取代他
2012年，他加盟伊斯巴尼亚车队,担任主力车手。
2012年赛季结束后，由于伊斯巴尼亚车队的解散，德拉罗萨失去了主力车手的位置。
2013年1月16日，法拉利车队宣布与德拉罗萨签约，他将作为法拉利车队的测试车手继续留在F1围场里。2014年赛季后离开法拉利。

## 电动方程式
2018年4月，电动方程式的DS钛麒车队宣布德拉罗萨将加盟车队，担任运动和技术方面的顾问；2019年9月，他从钛麒车队及电动方程式离开。

## 阿斯顿·马丁
2022年10月，一级方程式的阿斯顿·马丁车队宣布聘请德拉罗萨担任品牌大使。

## 一级方程式成绩
(图例)
| 赛季   | 车队           | 1        | 2        | 3      | 4       | 5      | 6      | 7      | 8      | 9      | 10     | 11    | 12     | 13     | 14     | 15     | 16     | 17     | 18     | 19    | 20      | 名次 | 积分 |
| ------ | -------------- | -------- | -------- | ------ | ------- | ------ | ------ | ------ | ------ | ------ | ------ | ----- | ------ | ------ | ------ | ------ | ------ | ------ | ------ | ----- | ------- | ---- | ---- |
| 1999年 | 飞箭车队       | 澳 6     | 巴西 Ret | 圣 Ret | 摩 Ret  | 西 11  | 加 Ret | 法 11  | 英 Ret | 奥 Ret | 德 Ret | 匈 15 | 比 Ret | 意 Ret | 欧 Ret | 马 Ret | 日 13  |        |        |       |         | 第18 | 1    |
| 2000年 | 飞箭车队       | 澳 Ret   | 巴西 8   | 圣 Ret | 英 Ret  | 西 Ret | 欧 6   | 摩 Ret | 加 Ret | 法 Ret | 奥 Ret | 德 6  | 匈 16  | 比 16  | 意 Ret | 美 Ret | 日 12  | 马 Ret |        |       |         | 第16 | 2    |
| 2001年 | 捷豹车队       | 澳       | 马       | 巴西   | 圣      | 西 Ret | 奥 Ret | 摩 Ret | 加 6   | 欧 8   | 法 14  | 英 12 | 德 Ret | 匈 11  | 比 Ret | 意 5   | 美 12  | 日 Ret |        |       |         | 第16 | 3    |
| 2002年 | 捷豹车队       | 澳 8     | 马亚 10  | 巴西 8 | 圣 Ret  | 西 Ret | 奥 Ret | 摩 10  | 加 Ret | 欧 10  | 英 11  | 法 9  | 德 Ret | 匈 13  | 比 Ret | 意 Ret | 美 Ret | 日 Ret |        |       |         | 第21 | 0    |
| 2005年 | 迈凯伦车队     | 澳 PO    | 马 PO    | 巴林 5 | 圣 PO   | 西 PO  | 摩     | 欧     | 加 PO  | 美 PO  | 法 PO  | 英 PO | 德     | 匈     | 土 PO  | 意 PO  | 比     | 巴西   | 日 PO  | 中 PO |         | 第20 | 4    |
| 2006年 | 迈凯伦车队     | 巴林     | 马       | 澳     | 圣      | 欧     | 西     | 摩     | 英     | 加     | 美     | 法 7  | 德 Ret | 匈 2   | 土 5   | 意 Ret | 中 5   | 日 11  | 巴西 8 |       |         | 第11 | 19   |
| 2010年 | 沙巴車隊       | 巴林 Ret | 澳 12    | 馬 DNS | 中 Ret  | 西 Ret | 摩 Ret | 土 11  | 加 Ret | 欧 12  | 英 Ret | 德 14 | 匈 7   | 比 11  | 14     | 新     | 日     | 韩     | 巴西   | 阿    |         | 第17 | 6    |
| 2011年 | 沙巴車隊       | 澳       | 馬       | 中     | 西      | 摩     | 土     | 加 12  | 欧     | 英     | 德     | 匈    | 比     |        | 新     | 日     | 韩     | 印     | 阿     | 巴西  |         | 第20 | 0    |
| 2012年 | 伊斯巴尼亞車隊 | 澳 DNQ   | 馬 22    | 中 21  | 巴林 20 | 西 19  | 摩 Ret | 加 Ret | 欧 17  | 英 20  | 德 21  | 匈 22 | 比 18  | 18     | 新 17  | 日 18  | 韩 Ret | 印 Ret | 阿 17  | 美 21 | 巴西 17 | 第25 | 0    |

*賽季進行中。
‡由於未能完成原定賽程的75%，車手只有一半分數。
†未完赛，但已完成赛事总里程的90%。